# رودولف دي كورت
رودولف دي كورت (بالهولندية: Rudolf de Korte)‏ (1936 - 2020)، كان سياسيًّا هولنديًّا ينتمي للتيار الليبرالي. توفي يوم 9 يناير 2020.